# Lhotka u Mrákotína

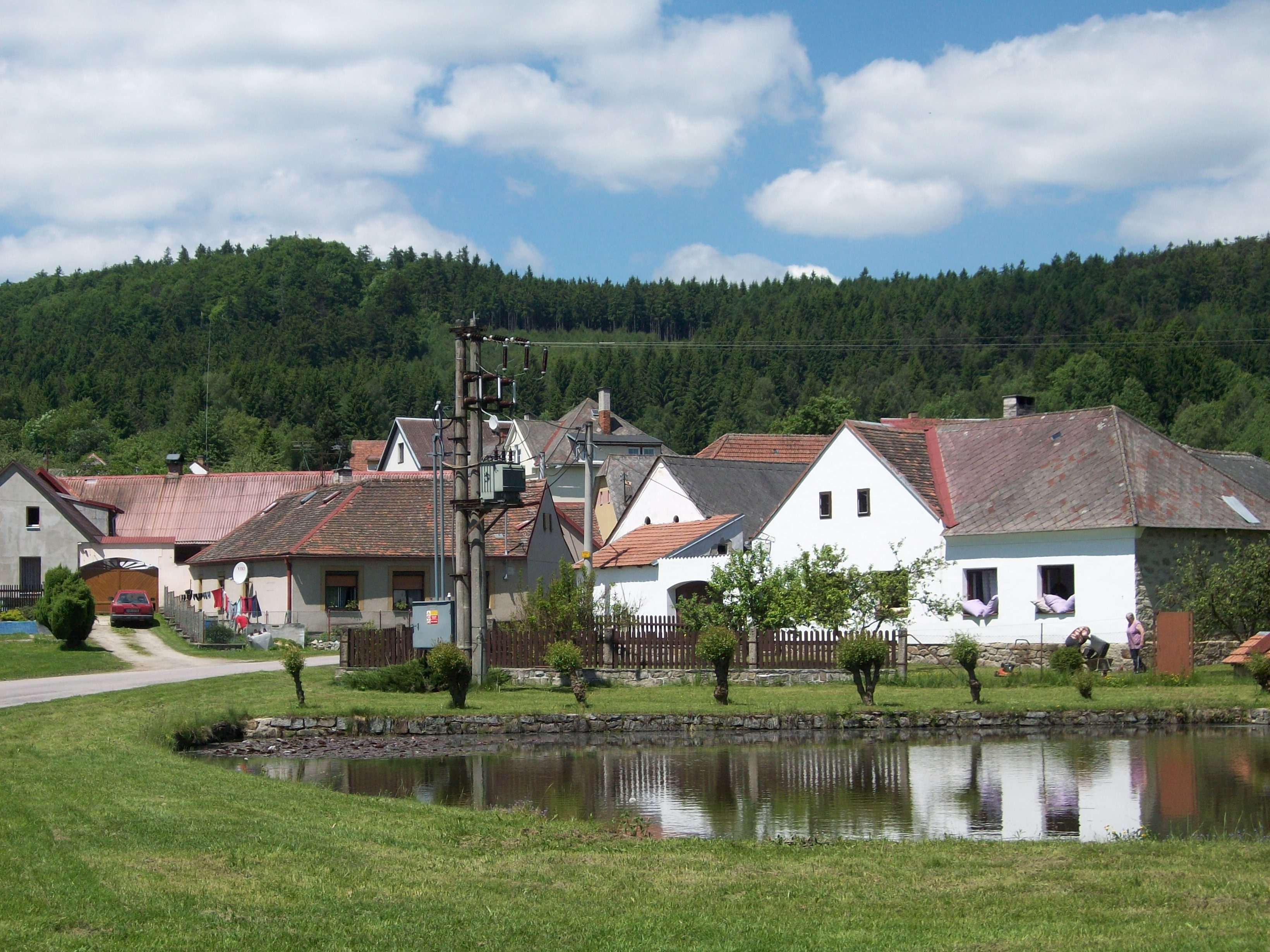
Ortszentrum

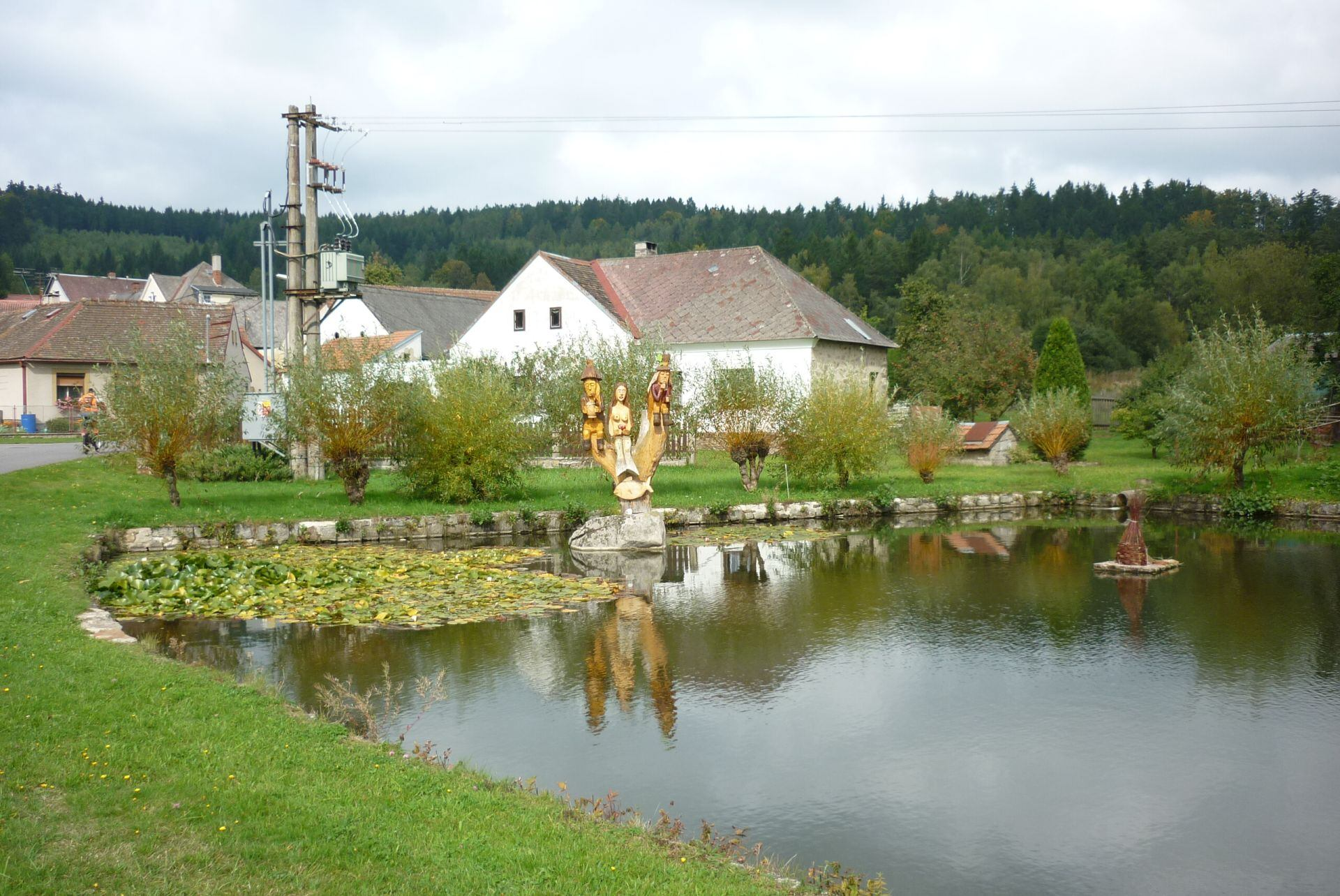
Geschnitzte Figuren im Dorfteich

Lhotka (deutsch Klein Lhotta, auch Klein Lhota) ist eine Gemeinde in Tschechien. Sie liegt sechs Kilometer nordwestlich von Telč (Teltsch) und gehört zum Okres Jihlava.

## Geographie
Das Angerdorf Lhotka befindet sich rechtsseitig über dem Tal des Baches Částkovický potok am Übergang zwischen den Jihlavské vrchy (Iglauer Berge) und der Brtnická vrchovina (Pirnitzer Hügelland). Nördlich erhebt sich der Vrch (726 m n.m.), im Osten der Vanov (647 m n.m.) und der Na Kopci (643 m n.m.), westlich die Skalka (686 m n.m.) sowie im Nordwesten der Široký kámen (772 m n.m.), die Mrhatina (700 m n.m.) und der Štamberk (Sternberg, 717 m n.m.) mit der gleichnamigen Burgruine. Auf der Gemarkung liegen mehrere Teiche; die größten sind der Svatojanský rybník und der Rákosový rybník, die beide vom Částkovický potok gespeist werden. 
Nachbarorte sind Řásná im Norden, Vanůvek im Nordosten, Vanov im Osten, Salaš, Myslivna, Hostětice und Částkovice im Südosten, Mrákotín im Süden, Hamry und Horní Bolíkov im Südwesten, Čejkovna und Světlá im Westen sowie Klatovec, Kaliště und Janštejn im Nordwesten.

## Geschichte
Der Ort wurde vermutlich im 14. Jahrhundert nach dem Lhotensystem angelegt. Die erste urkundliche Erwähnung des Dorfes erfolgte 1385 unter dem Namen Lhota im Zuge eines Vergleichs zwischen den Vettern Heinrich dem Jüngeren von Neuhaus und Hermann von Neuhaus wegen der Güter Bielkau und Sternberg unter den Besitzungen der Burg Sternberg. Heinrich III. von Neuhaus überschrieb 1392 das von seinem Bruder Heinrich dem Jüngeren geerbte Gut Sternberg im Austausch gegen eine Hälfte von Zlabings landtäflig dem Hermann von Neuhaus. Dieser überschrieb 1398 Sternberg und weitere Güter seiner Tochter Elisabeth/Eliška († 1417) und deren Ehemann Johann von Krawarn-Krumau erblich als Heiratsgut. Um 1410 gehörte das Gut Sternberg der Witwe Elisabeth und deren Sohn Benedict von Krawarn-Krumau (Benešek z Kravař). Im Jahre 1414 verglichen sich Ulrich und Johann d. Ä. von Neuhaus darüber, dass Ulrich nach Benedicts Tod Bielkau und Johann d. Ä. Sternberg übernehmen solle. Wenig später verkauften Benedict von Krawarn und seine Mutter das Gut Sternberg an Ulrich von Neuhaus, der es 1415 dem Heinrich von Neuhaus überschrieb. Nach der Zerstörung der Burg Sternberg im Jahre 1423 durch die Hussiten unter Jan Hvězda z Vícemilic schlug Anna von Neuhaus die zugehörigen Dörfer der Herrschaft Teltsch zu. Die Niedere Gerichtsbarkeit oblag ab 1580 dem Richter von Mrakotin. Nach dem Tod des letzten männlichen Nachkommen der Herren von Neuhaus, Joachim Ulrich von Neuhaus, erbte dessen Besitzungen 1604 seine Tochter Lucie Ottilie, die seit 1602 mit Wilhelm Slawata verheiratet war. Zur besseren Unterscheidung von einem, zur selben Herrschaft gehörigen weiteren Dorf namens Lhota wurde der Ort ab 1678 als Klein Lhotka bezeichnet. Nach dem Tod des letzten Grafen Slavata von Chlum und Koschumberg fiel Klein Lhotka als Teil der Herrschaft Teltsch 1702 an Franz Anton von Liechtenstein-Kastelkorn, dessen gleichnamiger Enkel die Herrschaft 1754 an Alois Podstatský von Prusinowitz vererbte. Weitere Namensformen waren Klein Lhotta (1718) und Klein Lhota (ab 1720). Im Jahre 1791 lebten in den 19 Häusern von Klein-Lhota 134 Personen. Zum Dorf gehörten 70 Joch Ackerland mit geringem Ertrag sowie einige Wiesenflächen und Hutweiden.
Im Jahre 1835 bestand das im Iglauer Kreis gelegene Dorf Klein-Lhota, auch Lhota mala bzw. Lhotka genannt, aus 22 Häusern mit 141 mährischsprachigen Einwohnern. Pfarr- und Schulort war Mrakotin. Bis zur Mitte des 19. Jahrhunderts blieb das Dorf der Fideikommissherrschaft Teltsch untertänig, Besitzer waren die Grafen von Podstatzky-Liechtenstein.
Nach der Aufhebung der Patrimonialherrschaften bildete Malá Lhota / Klein-Lhota ab 1849 eine Gemeinde im Gerichtsbezirk Teltsch. Ab 1869 gehörte Malá Lhota / Klein-Lhota zum Bezirk Datschitz. Zu dieser Zeit hatte die Gemeinde 148 Einwohner und bestand aus 24 Häusern. Ab 1872 wurde Klein Lhotta als deutscher Ortsname verwendet. Der tschechische Gemeindename  wurde 1881 in Malá Lhotka abgeändert. Im Jahre 1900 lebten in Malá Lhotka 198 Personen, 1910 waren es 203. Nach dem Zusammenbruch der k.k. Monarchie wurde die Gemeinde 1918 Teil der neu gebildeten Tschechoslowakei. Beim Zensus von 1921 lebten in den 33 Häusern der Gemeinde Malá Lhotka / Klein Lhotta 176 Personen, davon 171 Tschechen. 1924 wurde der tschechische Ortsname in Lhotka abgeändert. Im Jahre 1930 bestand die Gemeinde Lhotka aus 38 Häusern und hatte 192 Einwohner. Zwischen 1939 und 1945 war die Gemeinde Teil des Protektorats Böhmen und Mähren. Nach dem Ende des Zweiten Weltkrieges wurde Lhotka wieder Teil der Tschechoslowakei. 1949 erfolgte die Umgliederung in den Okres Třešť. Im Jahre 1950 lebten in den 43 Häusern von Lhotka nur noch 128 Personen. Seit 1961 gehört Lhotka zum Okres Jihlava. Im Jahre 1970 hatte Lhotka 111 Einwohner. Im Jahre 1991 lebten in den 30 Wohnhäusern von Lhotka 90 Personen. Beim Zensus von 2011 bestand die Gemeinde aus 49 Häusern und hatte wiederum 90 Einwohner. 

## Gemeindegliederung
Für die Gemeinde Lhotka sind keine Ortsteile ausgewiesen. Das Gemeindegebiet bildet den Katastralbezirk Lhotka u Mrákotína.

## Sehenswürdigkeiten
- Reste der Burg Štamberk (Sternberg), auf dem gleichnamigen, nordwestlich über dem Dorf
- Steinernes Meer, Geröllfeld am Štamberk
- Hölzerner Glockenbaum, auf dem Dorfanger
- Breitpfeiler mit Relief der hl. Dreifaltigkeit, geschaffen 1894, gegenüber dem Haus Nr. 30
- Mehrere gusseiserne Flur- und Wegkreuze
- Denkmal für die Gefallenen des Ersten Weltkrieges, auf dem Dorfanger
- Sonnenuhr auf einem Steinblock
- Dreiseithof Nr. 17

## Schutzgebiete
- Naturreservat Štamberk a kamenné moře, nordwestlich des Dorfes an der Gemarkungsgrenze mit Řásná
- Naturdenkmal Horní Mrzatec, geschützt ist der gleichnamige Teich am Oberlauf der Myslůvka an der Gemarkungsgrenze mit Mrákotín